# Alexander Korda
Alexander Korda (16 de setembro de 1893 — 23 de janeiro de 1956) foi um diretor e produtor britânico nascido na Hungria. Com 50 filmes em seu currículo, o seu conhecimento do mercado internacional era único no Reino Unido ao fundar a produtora London Films Productions em 1932.
Nascido Sándor László Kellner, em Túrkeve, Áustria-Hungria (agora Hungria), foi um cineasta de sucesso em seu país, antes de entrar para a indústria cinematográfica britânica.
Mudou-se para Budapeste em 1909, onde trabalhou no jornalismo antes de conseguir um emprego como assistente com uma companhia cinematográfica. A instabilidade política e o antissemitismo, após o fim da Primeira Guerra Mundial, forçaram Korda a fugir do país. Depois de retomar sua carreira com grande sucesso, primeiro em Viena e depois em Berlim, vieram três anos desastrosos em Hollywood.
Seu filme The Private Life of Henry VIII (1933), foi um enorme sucesso crítico e financeiro, tornando-se o primeiro filme britânico a entrar no mercado norte-americano e ganhar um Oscar.
Morreu em Londres, em 1956, aos 62 anos.